# Симониха (приток Камы)
Симониха — река в России, протекает в Сарапульском районе Удмуртии. Левый приток Камы.

## География
Река Симониха берёт начало западнее станции Ужуиха. Течёт на юго-запад через леса. Устье реки находится на северо-восточной окраине города Сарапул (микрорайон Симониха) в 281 км по левому берегу реки Кама. Длина реки составляет 14 км.
Система водного объекта: Кама → Волга → Каспийское море.

## Данные водного реестра
По данным государственного водного реестра России относится к Камскому бассейновому округу, водохозяйственный участок реки — Кама от Воткинского гидроузла до Нижнекамского гидроузла, без рек Буй (от истока до Кармановского гидроузла), Иж, Ик и Белая, речной подбассейн реки — бассейны притоков Камы до впадения Белой. Речной бассейн реки — Кама.
Код объекта в государственном водном реестре — 10010101412111100015816.